# فرودگاه منطقه‌ای هانتسویل
فرودگاه منطقه‌ای هانتسویل (به انگلیسی: Huntsville Regional Airport) یک فرودگاه همگانی بهره‌برداری هوایی با کد یاتا HTV است که یک باند فرود آسفالت دارد و طول باند آن ۱۵۲۶ متر است. این فرودگاه در شهر هانتسویل، تگزاس کشور ایالات متحده آمریکا قرار دارد و در ارتفاع ۱۱۱ متری از سطح دریا واقع شده‌است.